# Dammburg (Alt Isenhagen)
Die Dammburg ist eine abgegangene hochmittelalterliche Wallburg am Nordostrand des Ortsteils Alt Isenhagen der Gemeinde Hankensbüttel  im niedersächsischen Landkreis Gifhorn. Sie liegt an der Ise.

## Geschichte
Es sind keine Schriftquellen bekannt, in denen die Burg erwähnt wird. Wahrscheinlich saßen auf ihr die Herren von Isenhagen, die nur zwischen 1237/38 und 1244 bezeugt sind. Ihr Besitz ging vermutlich an die Herren von Knesebeck, die 1265 ihren Hof in Alt Isenhagen an das 1243 hier gegründete und später mehrmals verlegte Kloster Isenhagen verkauften. Das Gelände wurde ab 1882 weitgehend planiert, so dass die Burg oberflächlich nicht mehr zu erkennen ist.
Bei archäologischen Untersuchungen wurden zwischen 1985 und 1987 auf dem Areal Sondageschnitte angelegt. Eine größere Ausgrabung erfolgte von 1988 bis 1990, die Keramik des 12. bis 14. Jahrhunderts erbrachte. Eine geophysikalische Prospektion wurde 1991 durchgeführt.

## Beschreibung
Bevor die Burg errichtet wurde, bestand in der ersten Hälfte des 12. Jahrhunderts auf ihrer Stelle eine offene Siedlung. Diese wurde durch ein Feuer zerstört. Am Ende des 12. Jahrhunderts entstand die Wall-Graben-Befestigung. Als dritte Phase wurde bei den Ausgrabungen eine Nutzung im späteren 14. Jahrhundert dokumentiert, deren Charakter nicht klar zu bestimmen ist.
Die Burg bestand aus einer rundovalen Wall-Graben-Befestigung von 45–50 m Durchmesser. Die Befestigung setzte sich aus einem Erdwall von vermutlich 3 m Breite und 1–1,5 m Höhe mit Flechtwerkpalisade und einem vorgelagerten Graben von 9–11 m Breite und 1,4 m Tiefe zusammen. Der Graben war bis in wasserführende Schichten ausgehoben. Eindeutige Spuren von einer Innenbebauung wurden nicht erfasst. Ein ursprünglich als Befestigung einer Vorburg interpretierter Graben erwies sich auf einem 1994 angefertigten Luftbild als äußerer Ringgraben von 8–12 m Breite, der eine Fläche von 100 × 115 m einschloss. Im späteren 14. Jahrhundert wurde im Nordwestteil der Burg ein rechtwinkliges Grabensystem angelegt. Dieses korrespondiert mit einem auf einem Luftbild sichtbaren, 230 m langen Graben, der vom Norden der Anlage nach Osten zur Ise führt. Eventuell handelte es sich um einen später angelegten Kanal für eine Mühle im Burgbereich. Zu dieser Siedlungsphase gehören auch mehrere Siedlungsgruben.